# Iveco S-Way
El Iveco S-Way es un camión pesado fabricado por el fabricante italiano de vehículos Iveco. Se presentó en 2019 como sucesor del Iveco Stralis y actualmente se ensambla en Madrid, España.
En noviembre de 2022, se lanzó en Sudamérica el S-Way, producido en la planta de Iveco Sete Lagoas (MG).

## Descripción general

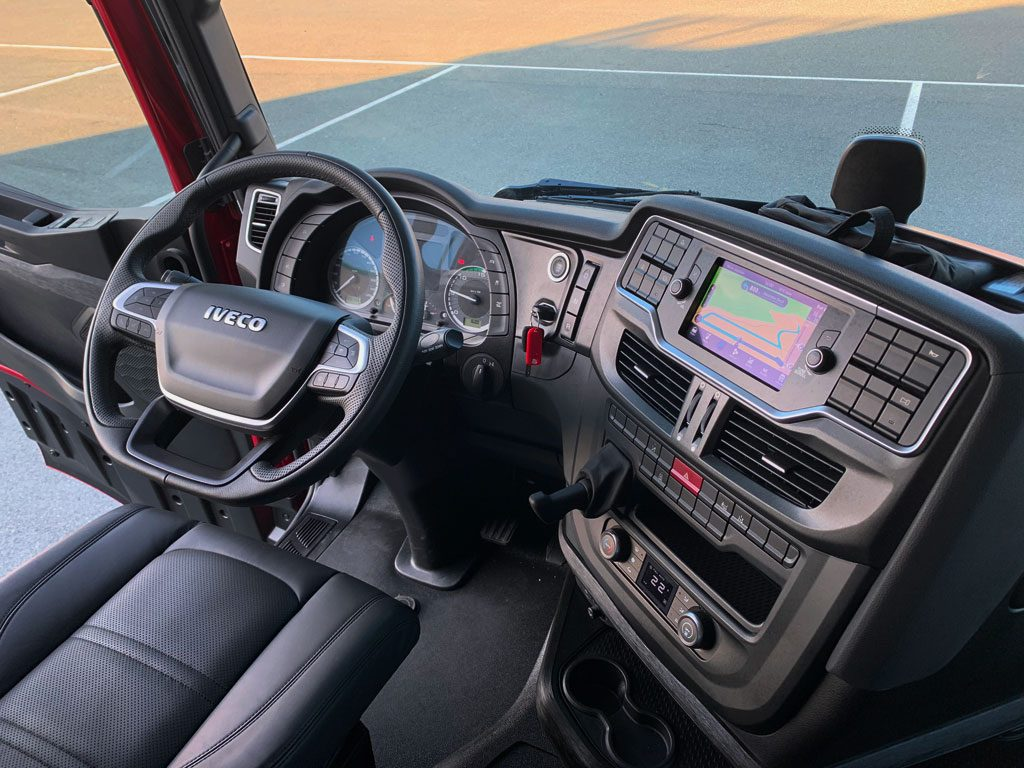
Interior

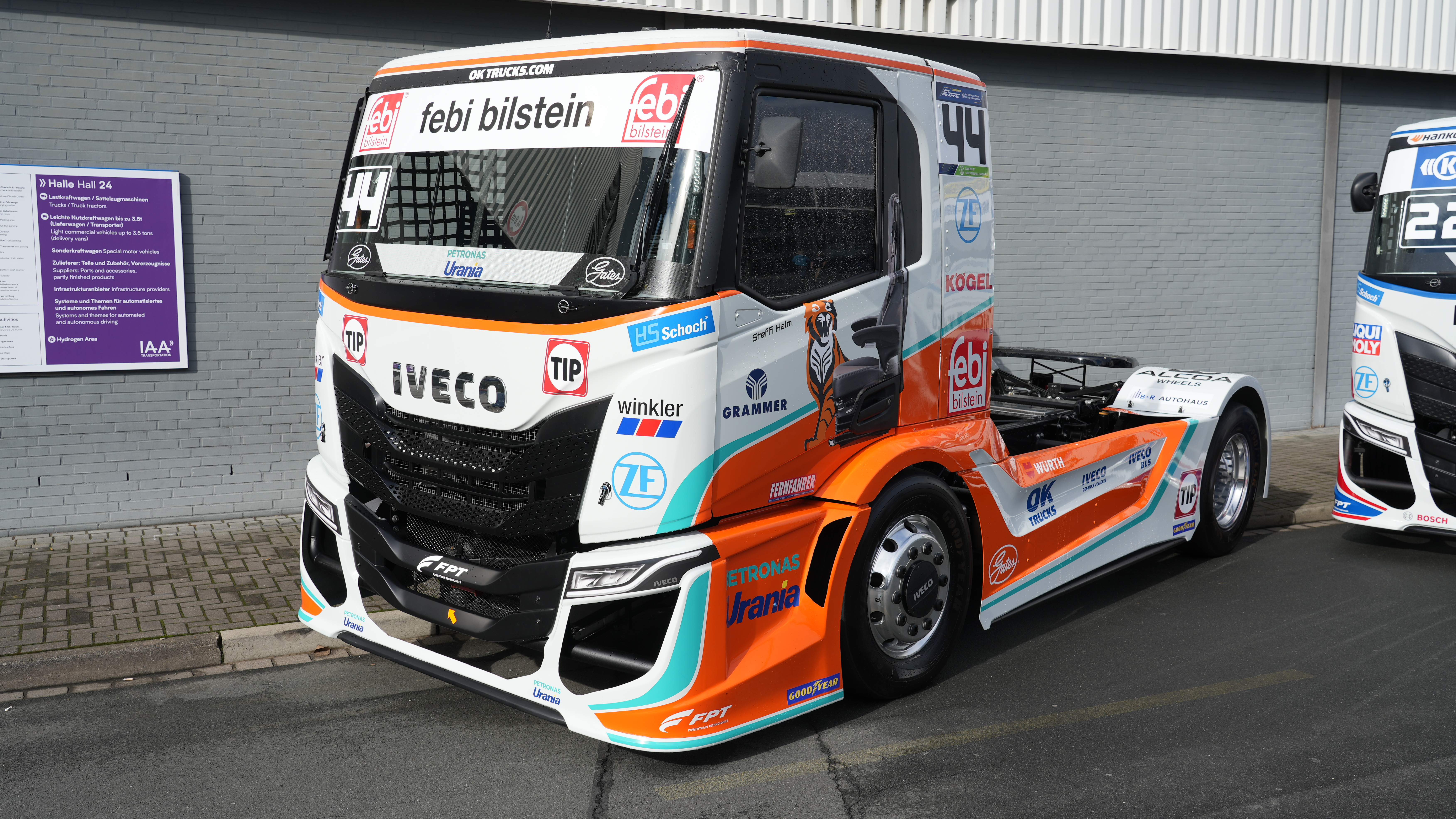
Iveco S-Way R Steffi Halm

El S-Way debutó el 2 de julio de 2019 con una nueva cabina y tecnologías digitales.
La creación de este nuevo modelo implicó el rediseño total de la cabina, aumentando el espacio a bordo y la ergonomía del conductor; además, gracias al refuerzo de la unidad motriz y al aumento de la visibilidad del vehículo, se comprobó que cumple con la norma ECE R29.03. En cuanto al diseño, este se ha mejorado para optimizar el rendimiento aerodinámico y aumentar la eficiencia de combustible hasta en un 4%. La parrilla ha sufrido cambios en los paragolpes para optimizar los flujos de aire, así como la incorporación de nuevas luces full LED y escalones arriba/abajo ahora ocultos bajo el nuevo diseño de las puertas. El interior de la cabina retoma el estilo del Hi-Way, mientras que el sistema de entretenimiento se ha actualizado con Connectivity Box, desarrollado en colaboración con Microsoft Iveco, durante la presentación del S-Way, estrenó dos camiones concepto: Iveco Fit Cab e Iveco S-Way Magirus.

### X-Way

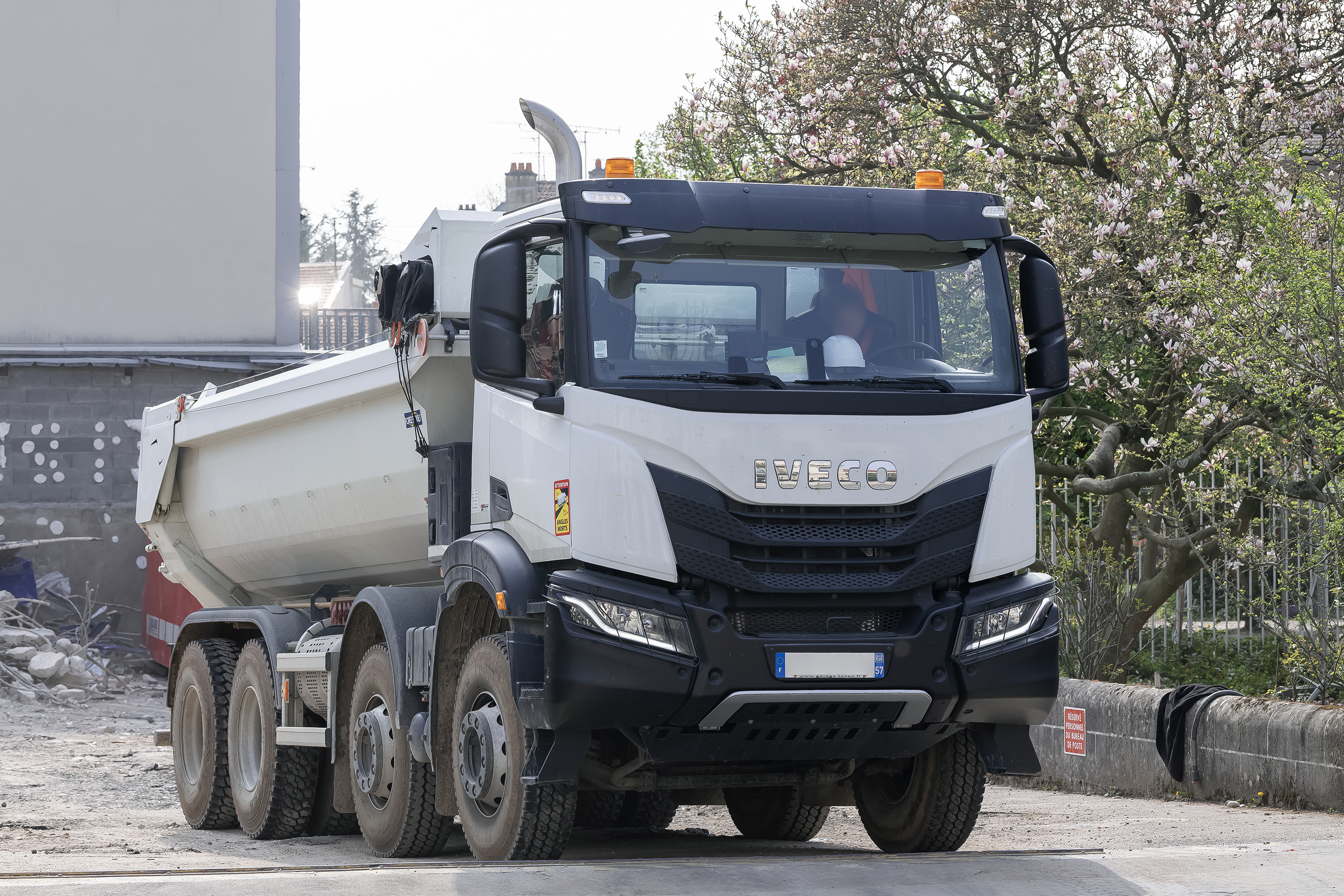
Iveco X-WAY 480

El Iveco X-Way es un camión ligero de construcción basado en el S-Way. En el pasado, el X-Way estaba equipado con la cabina Stralis, pero a partir del cuarto trimestre de 2020 se usa la cabina S-Way en su lugar.

### Nikola Tre

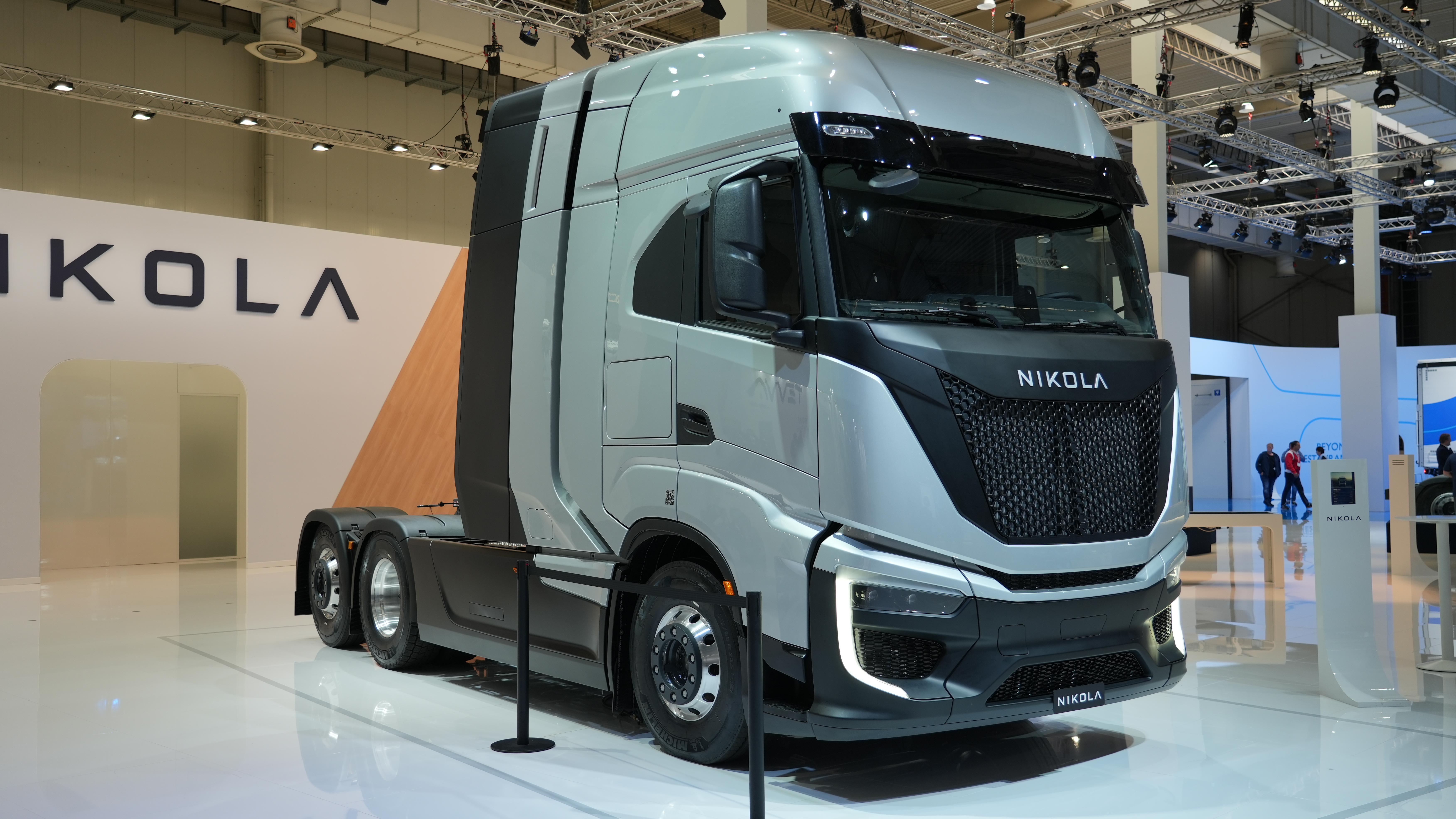
Nikola Tre FCEV

En noviembre de 2019, Nikola Motor Company e Iveco presentaron el camión eléctrico Nikola Tre desarrollado en conjunto, con una potencia de 644 caballos (480,2 kW), un par máximo de 1800 newtons·metro (1327,6 lb·pie), una batería de 720 kWh y una autonomía de hasta 400 kilómetros (248,5 mi). Está desarrollado sobre la base del Iveco S-Way.
El 21 de septiembre de 2022, en la feria IAA Transportation 2022 de Hannover, se presentó la versión de producción del Nikola Tre BEV 4x2, con una autonomía de hasta 530 kilómetros (329,3 mi) sin recargar.
En la exposición también se presentó un prototipo de pila de combustible de hidrógeno, el Nikola Tre FCEV 6×2, que tiene una autonomía de hasta 800 kilómetros (497,1 mi).

## Motores
Todos los motores usan sistemas SCR y cumplen la normativa Euro 6d.
| Motor                | Desplazamiento (l) | Potencia (kW) a n (R/min) | Torque (Nm) a (R/min) |
| Diésel               | Diésel             | Diésel                    | Diésel                |
| -------------------- | ------------------ | ------------------------- | --------------------- |
| Cursor 9             | 8.7                | 243 a 1655–2200           | 1400 a 1100–1655      |
| Cursor 9             | 8.7                | 265 a 1530–2200           | 1650 a 1200–1530      |
| Cursor 9             | 8.7                | 294 a 1655–2200           | 1700 a 1200–1655      |
| Cursor 11            | 11.1               | 309 a 1475–1900           | 2000 a 1870–1475      |
| Cursor 11            | 11.1               | 338 a 1500–1900           | 2150 a 1925–1500      |
| Cursor 11            | 11.1               | 353 a 1465–1900           | 2300 a 1970–1465      |
| Cursor 13            | 12.9               | 375 a 1560–1900           | 2300 a 1900–1560      |
| Cursor 13            | 12.9               | 420 a 1605—1900           | 2500 a 1000–1605      |
| Gas natural (metano) |                    |                           |                       |
| Cursor 9 NP          | 8.7                | 250 a 2000                | 1500 a 1100–1600      |
| Cursor 9 NP          | 8.7                | 294 a 2000                | 1700 a 1200–1575      |
| Cursor 13 NP         | 12.9               | 338 a 1900                | 2000 a 1100–1600      |

## Galería

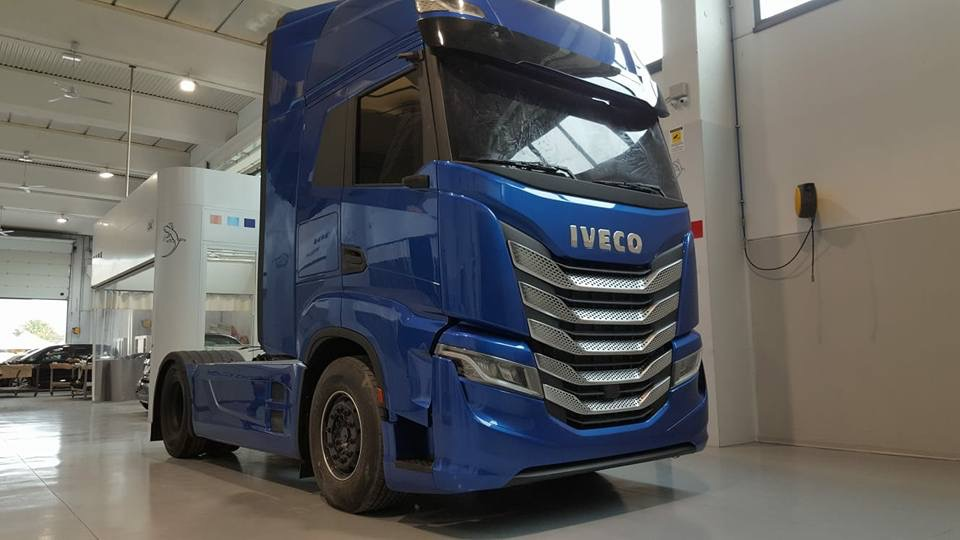
Prototipo del S-Way en 2019
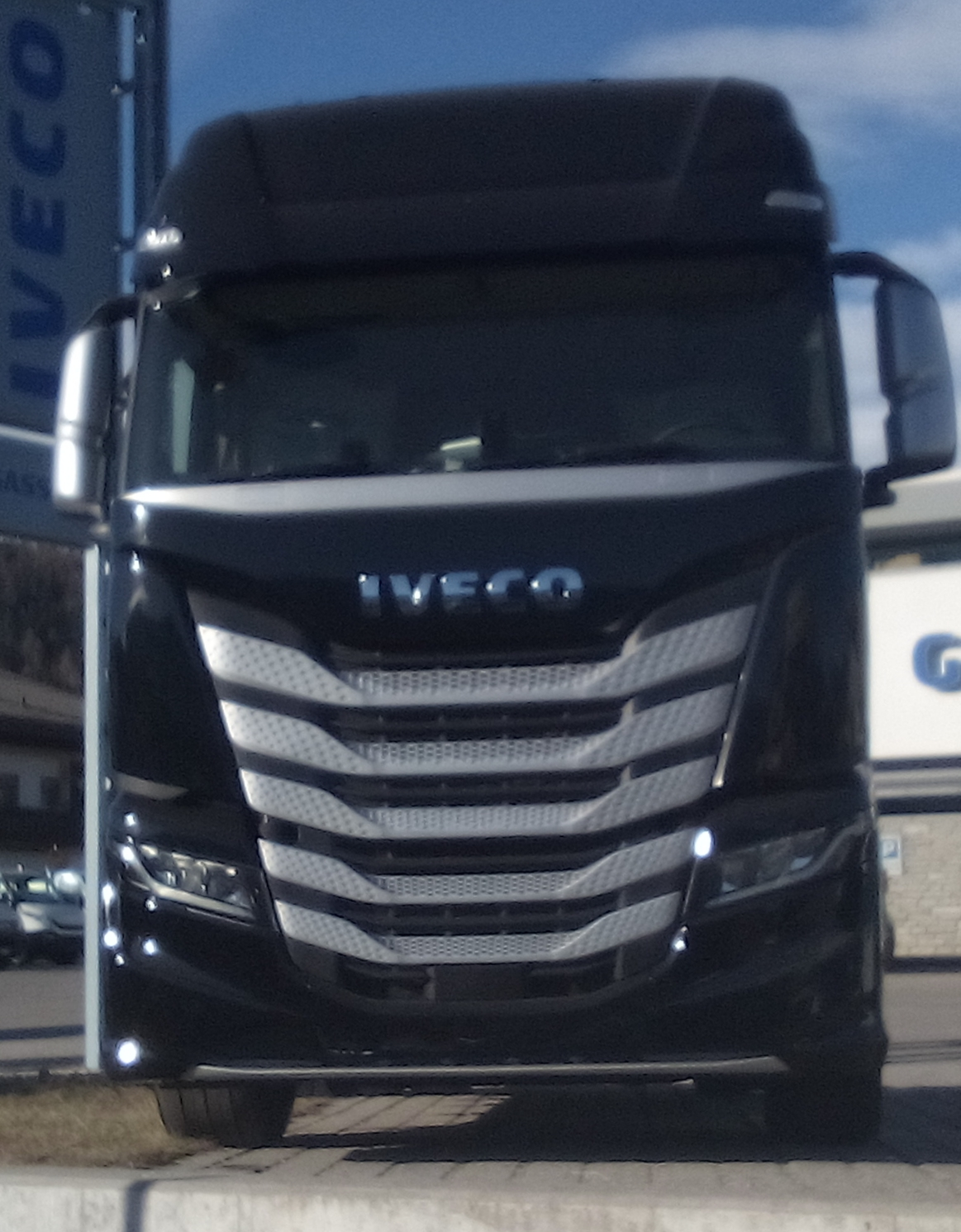
Iveco S-Way de 2020